# Червенська земля

Город Червень у складі "Київської Русі"

Червенська земля, Червенські гради  — термін, що згадується в "Повісті временних літ" у трьох епізодах: 
- 981, 992 Володимир Великий у двох походах захопив Червенські городи:Пішов Володимир до Ляхів і зайняв городи їх — Перемишль, Червен та інші городи, які є й до сьогодні під Руссю

Пішов Володимир на Хорватів . 
- 1018 польський князь Болеслав І Хоробрий отримав Ч.г. від свого зятя Святополка І і утримував їх (до 1031 року).
- 1031 вони повернулися під владу київського князя внаслідок походу київського князя Ярослава Мудрого і чернігівського князя Мстислава Володимировича. Найбільш поширеною є думка, що Ч.г. — це регіон на західному прикордонні Київської Русі з центром у Червені. Скоріш за все той самий регіон мав на увазі літописець у статті 981, говорячи про "Червен и ины грады", які відібрав від "ляхів" київський князь Володимир Святославич.

Імовірно, Червенські гради — те саме, що й пізніша Червенська земля, згадана в Галицько-Волинському літописі під 1225. У такому випадку терени Ч.г. на сході були обмежені Зах. Бугом (прит. Нарева, бас. Вісли), на півдні — Белзькою землею, на заході — кордоном із Польщею. Пінічна межа залишається невизначеною, бо невідомо, чи входила до Ч.г. майбутня Холмська земля.
Географічне положення Ч.г. на українсько-польському етнічному порубіжжі спричинило політично заангажовану дискусію навколо питання: чиї предки — поляків чи русинів/українців — початково населяли регіон та яким князям він був підвладний перед приєднанням до Київської Русі — польським, чеським чи незалежним місцевим.